# Karlstorps kyrka

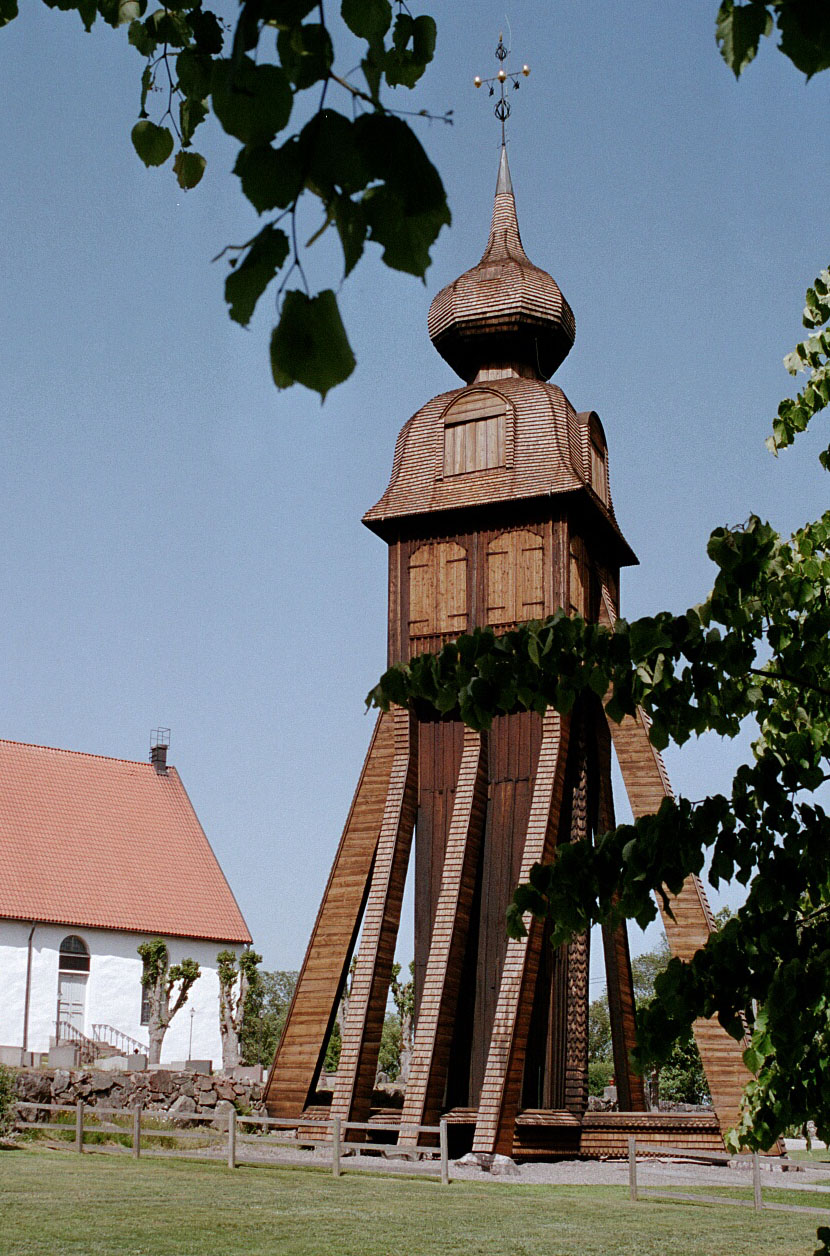
Klockstapel

Karlstorps kyrka är en kyrkobyggnad i Växjö stift. Den är församlingskyrka i  Alseda församling. 

## Kyrkobyggnaden
När den gamla träkyrkan  i Karlstorp revs fann man en bjälke med årtalet 1252. Detta tyder på att kyrkan med största sannolikhet uppförts under 1200-talet. Det som finns kvar av den gamla kyrkan är en sakristia   av sten. Det var inte alls ovanligt att de medeltida träkyrkorna  efter hand försågs med sakristior  av gråsten. Detta skedde beträffande  Pelarne kyrka som ett av flera exempel. Vem som svarade ritningarna till den nya kyrkobyggnaden är obekant. Ritningar saknas. 
Vad man vet är att byggmästare Petter Fröling svarade för såväl rivning av gamla kyrkan som uppförande av den nya år 1760. Kyrkan uppfördes av gråsten. Långhuset med sitt rakslutande kor i öster anslöts till den gamla kyrkans sakristia i norr. I väster uppfördes ett mindre  vapenhus. Något tornbygge blev aldrig aktuellt. Klockstapeln som uppförts 1740 behölls. Klockstapeln som är 33 meter hög  med  hjälmformat klockhus som övergår i en  ryskinspirerad lökkupol   med spira, kröns av en kyrktupp. 
Som ett kuriosum kan nämnas att denna prydnad  blev utsedd till årets kyrktupp 2000, en tävling som anordnas av Svenska kyrktuppsfrämjandet och Kyrkans Tidning. Sedan utsågs denna guldglittriga kyrktupp av tidningen Land  till Alla tiders kyrktupp 2002.

## Inventarier[2]
- Altartavlan  är målad  1936 av Einar Forseth och föreställer Bergspredikan.Tavlan ingår i altaruppställningen bestående av två pilastrar med ett trekantigt överstycke.
- Den tidigare altartavlan som har sin plats på norra väggen  från 1841 är en kopia av  Fredric Westins :”Kristi uppståndelse” och utförd av Sven Gustaf Lindblom.
- Dopfunt utförd i trä daterad till 1600-talet.
- Den nuvarande rundformade  predikstolen med ljudtak och uppgång från sakristian tillkom  1838.
- Den slutna bänkinredningens dörrar har blomsterdekorationer  från 1765.
- Läktarbarriären är försedd med  målningar av Kristus och apostlarna utförda 1774 av Daniel Meijer.

## Orgeln
Orgeln är byggd av  Erik Nordström 1876 och är mekanisk. Den renoverades 1982 av Nils-Olof Berg, Nye.
- Karlstorps orgel

Disposition:
| Manual C-f³               | Pedal C-g° | Koppel     |
| Borduna/Principal 16' B/D | bihängd    | Man 4'/Man |
| Principal 8'              |            |            |
| Borduna 8'                |            |            |
| Viola di Gamba 8'         |            |            |
| Octava 4'                 |            |            |
| Fleut Octaviande 4'       |            |            |
| Qvinta 3'                 |            |            |
| Octava 2'                 |            |            |
| Basun 16' B               |            |            |
| Trumpet 16' D             |            |            |
| Trumpet 8' B/D            |            |            |